# Жеро (виконт Лиможа)
Жеро (фр. Geraud de Limoges; умер в 988) — виконт Лиможа.

## Биография

### Правление
Сын Хильдегера Лиможского и его жены Тиберги.
Впервые упомянут в документе 941 года, по смыслу которого можно предположить, что ему в то время было не меньше 5-7 лет. В Chronicon Gaufredi Vosiensis назван преемником виконта Фульхерия — младшего брата или (согласно Кристиану Сеттипани) племянника Хильдегера.
В 957 и 958 годах виконтами Лиможа названы Рено и Аршамбо — вероятно, братья. Какое родственное отношение они имеют к Хильдегеру, Фульхерию и Жеро, пока не выяснено. Но подразумевается, что правили они недолго — несколько лет.

### Семья
Жеро женился (не ранее 957 и не позднее 958 года) на Ротильде, вдове вышеупомянутого виконта Аршамбо.
У них известно 11 детей:
- Ги I (ум. 27 октября 1025), виконт Лиможа
- Хильдегер (Хильдеберт) (ум. 11 июня 990) — епископ Лиможа (976—980)
- Эмери (ум. март/август 1019) — родоначальник виконтов де Рошешуар
- Жеро, сеньор д’Аржантон
- Хильдуин (Альдуин) (ум. 23 июня 1014), епископ Лиможа
- Жоффруа (ум. 11 октября 998), аббат аббатства Сен-Мартиаль де Лимож
- Гуго, монах аббатства Сен-Мартиаль де Лимож
- Адальмода, мужья: Одбер I, граф Марша и Перигора (убит в 997); Гильом V, герцог Аквитании.
- Тизальга
- Алдиарда
- Кальва.